# Kroda
Kroda (psáno i azbukou jako Крода) je ukrajinská pagan/folk/blackmetalová kapela z Dnipra založená roku 2003 hudebníky s pseudonymy Eisenslav a Viterzgir. Mezi témata kapely patří pohanství, historie, příroda, vlastenectví, nacionalismus, antikřesťanství.
Debutové studiové album s názvem Поплач мені, річко... vyšlo v roce 2004.

## Diskografie
Studiová alba
- Поплач мені, річко... (2004)
- До небокраю життя... (2005)
- Fimbulvinter (Похорон сонця) (2007)
- Fünf Jahre Kulturkampf (2009)
- Schwarzpfad (2011)
- GinnungaGap GinnungaGaldr GinnungaKaos (2015)
- Навій схрон (2015)
- Selbstwelt (2018)

EP
- Varulven (2013)

Kompilační alba
- 20 Years of Black Carpathian Kroda Metal (2023)
- The Legend and the Hammer... (2023)

Živá alba
- Live in Lemberg (2008)
- Live Under Hexenhammer: Heil Ragnarok! (2012)
- Kälte Aurora: Live in Lemberg II – Ambient Prologue (2016)
- Kälte Aurora: Live in Lemberg II – helCarpathian Black metal Chapter I (2016)
- Kälte Aurora: Live in Lemberg II – helCarpathian Black metal Chapter II (2016)
- Kälte Aurora: Live in Lemberg II (2017) – 3CD digipak

Singly
- Fvkk 'Em and Their Law (2019)

Split nahrávky
- Legend / Волчья верность (2005) – split CD s ruskou kapelou Опричь
- Молотом духу та єдністю крові / Молотом духа и крови единством (2006) – split CD s ruskou kapelou Велимор

## Videografie
DVD
- Ghosts of Birds (2009)